# Soyuz MS-21
Soyuz MS-21 (também conhecida como "Bauman Start") é uma missão da Soyuz para a Estação Espacial Internacional lançada em 18 de março de 2022. O lançamento já havia sido marcado para 30 de março, mas no manifesto de voo provisório a missão havia sido adiantada para o dia 18. É a primeira missão da Soyuz para a ISS com uma tripulação totalmente composta por cosmonautas da Roscosmos.

## Tripulação
A tripulação russa foi nomeada em maio de 2021. Apesar da NASA não ter decidido se iriam ou não comprar outro assento, a astronauta Loral O'Hara estava se preparando para caso isto viesse a acontecer. Posteriormente, a NASA decidiu não comprar um assento na Soyuz MS-21, passando o sistema de troca de assentos para a missão seguinte. É a primeira missão da Soyuz para a ISS somente composta por tripulantes da Roscosmos.
| Posição             | Cosmonauta      |
| ------------------- | --------------- |
| Comandante          | Oleg Artemyev   |
| Engenheiro de voo 1 | Denis Matveev   |
| Engenheiro de voo 2 | Sergei Korsakov |

Suplentes
| Posição             | Cosmonauta       |
| ------------------- | ---------------- |
| Comandante          | Sergey Prokopyev |
| Engenheira de voo 1 | Anna Kikina      |
| Engenheiro de voo 2 | Dmitriy Petelin  |

## Trajes ao chegarem
Os cosmonautas da MS-21 receberam atenção internacional devido ao traje amarelo com elementos azuis. Comentaristas internacionais assumiram se tratar das cores da bandeira nacional da Ucrânia e interpretaram a escolha dos cosmonautas como um sinal de simpatia à Ucrânia devido a invasão da Ucrânia pela Rússia em 2022, que afetou a cooperação espaciai, como o programa da ISS, após as  sanções internacionais durante a invasão da Ucrânia pela Rússia em 2022 [en]. Os cosmonautas declaram que os trajes amarelos precisavam serem usados e a Roscosmos declarou que as cores são da Universidade Técnica Estatal Bauman de Moscou, onde os três cosmonautas se formaram.